# Große Bockau
Die Große Bockau ist ein etwa 14 km langer, rechter bzw. südlicher Nebenfluss der Zwickauer Mulde im Westerzgebirge im Freistaat Sachsen. Das „Talgebiet der Großen Bockau“ stellt nach der Naturraumkarte von Sachsen eine eigene Mikrogeochore dar und ist Teil der Mesogeochore „Eibenstocker Bergrücken“.

## Name
Der Name ist aus dem altsorbischen Bukova für Buchenwasser abgeleitet. In den Sächsischen Meilenblättern von 1791 wird der Fluss noch „die grosse Buckau“ genannt. Es gibt nordöstlich in einem anderen Tal das Dorf Bockau im Erzgebirgskreis.

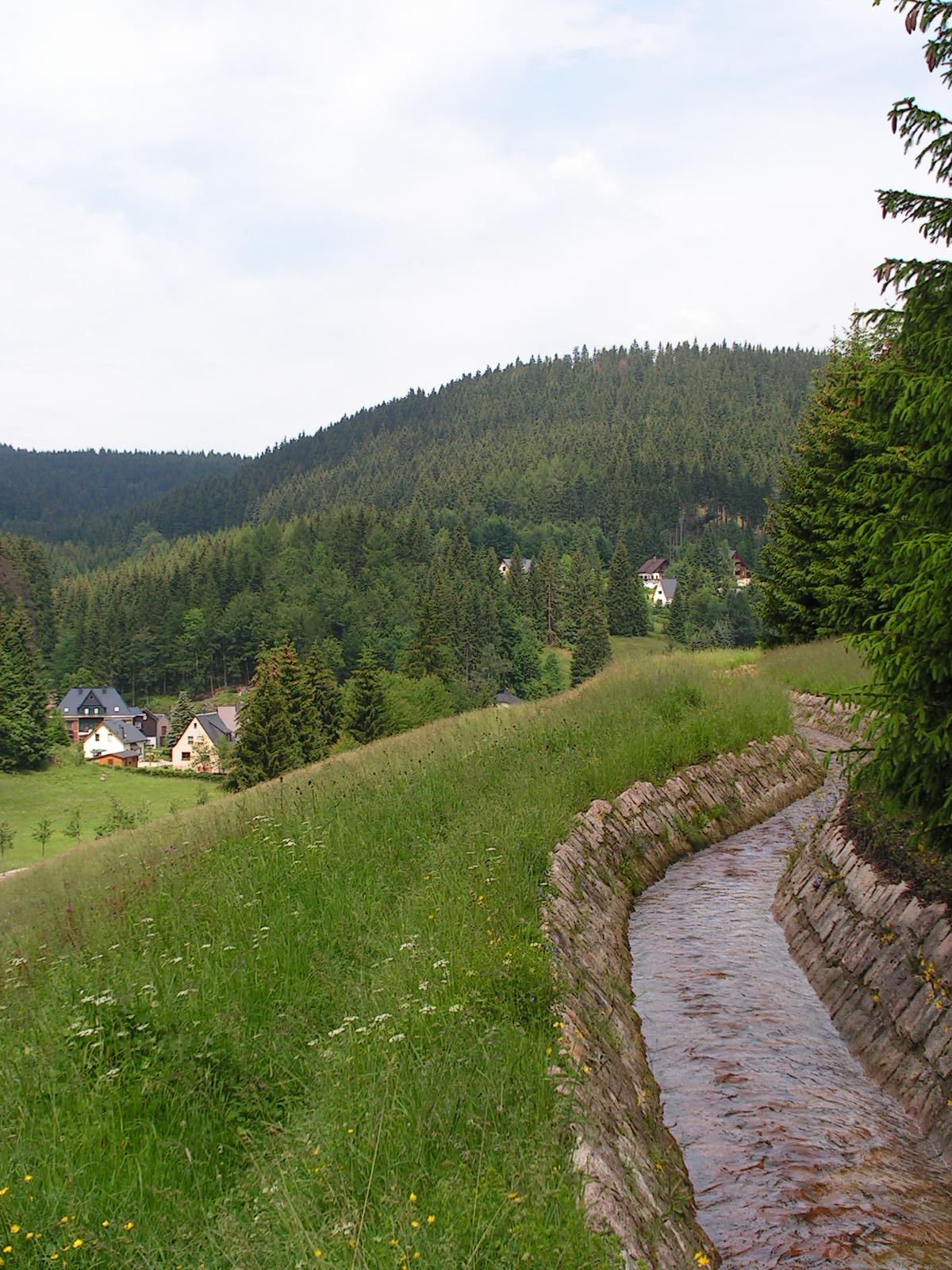
Hanggraben bei Wildenthal

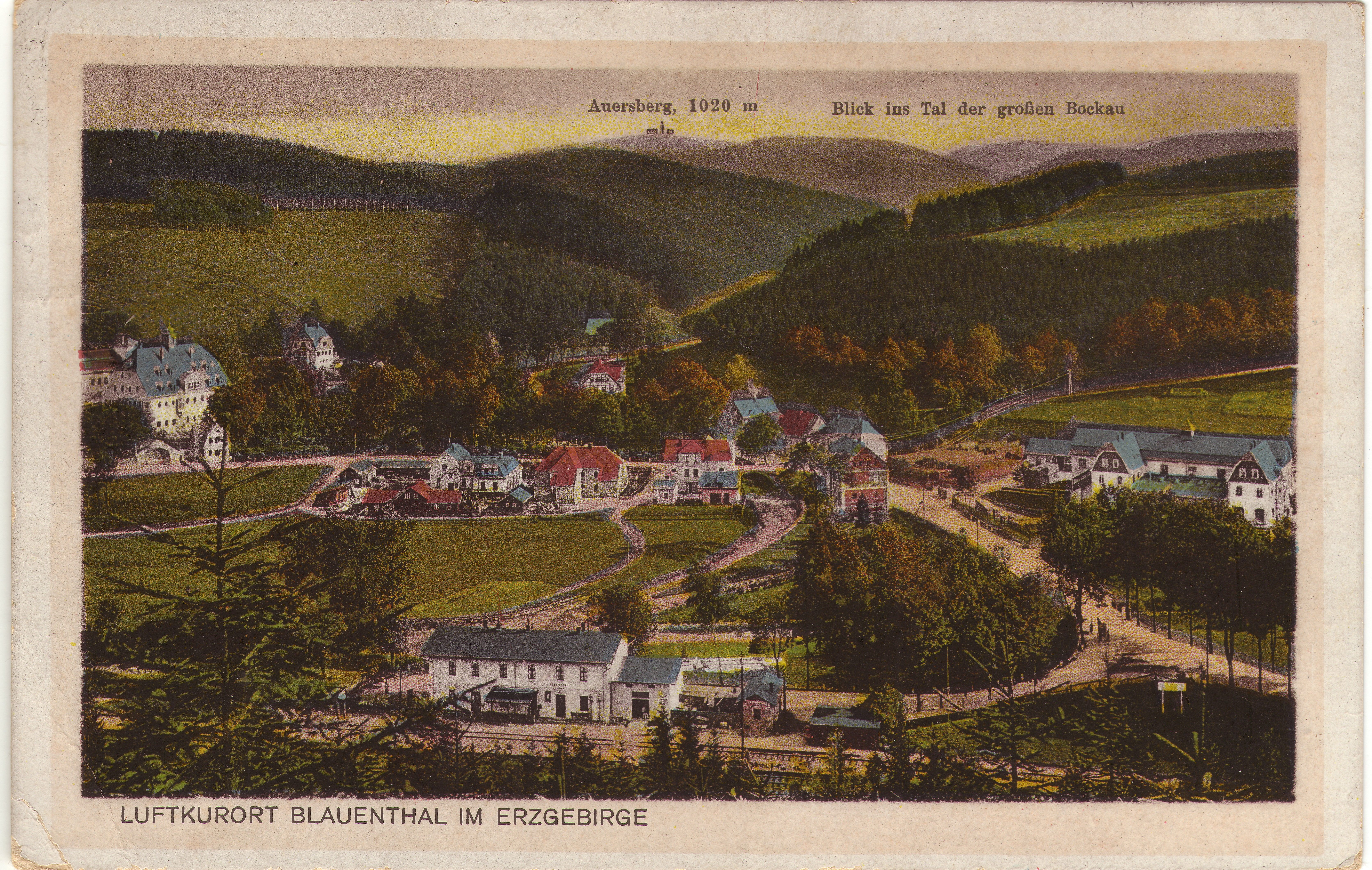
Tal der Großen Bockau mit Blauenthal

## Verlauf

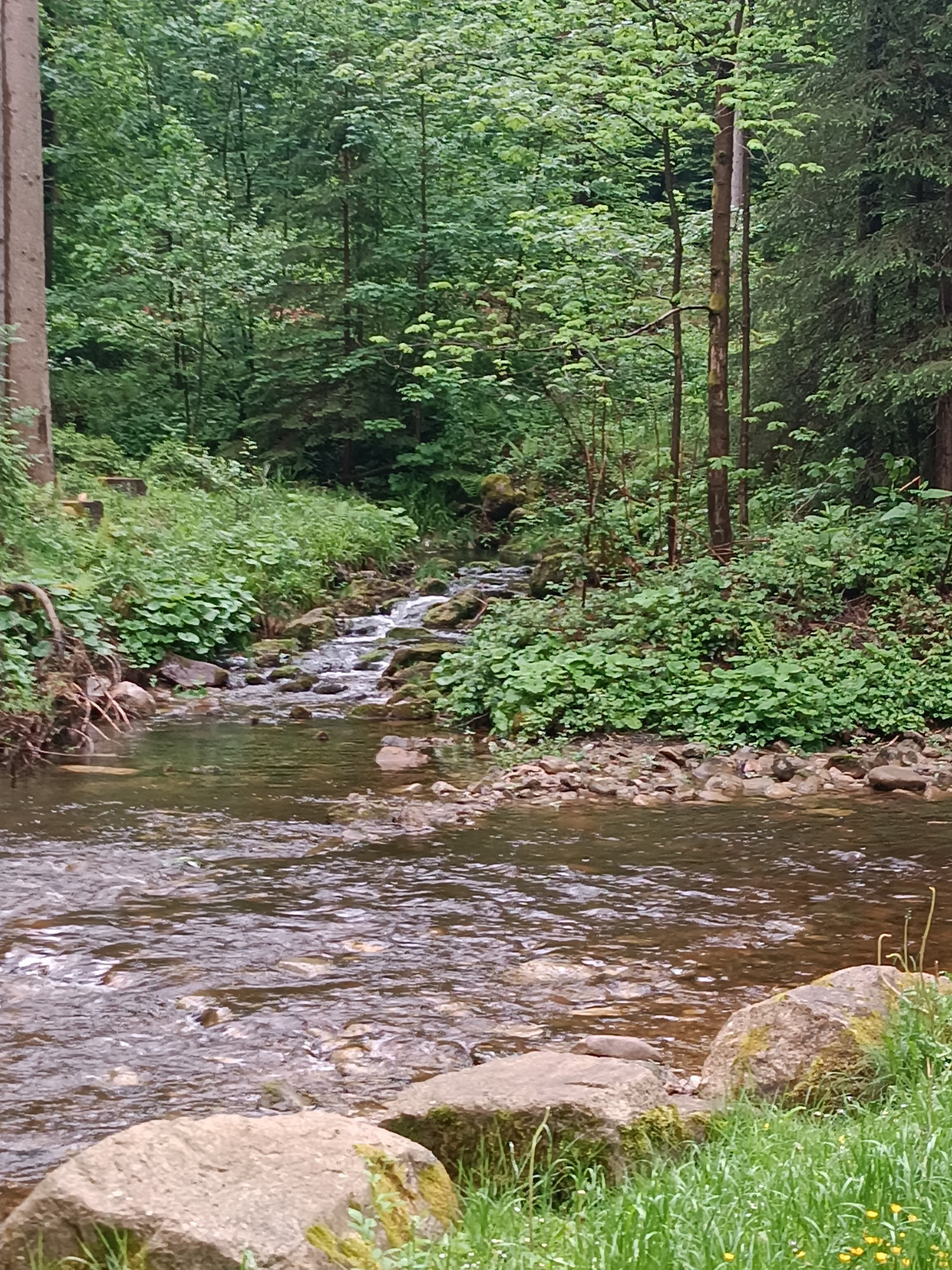
Zusammenfluss Kleine und Große Bockau

Die Große Bockau entspringt südlich des Buchkamms unweit der tschechischen Grenze in einer Höhenlage von etwa 930 m ü. NN und fließt in nördlicher Richtung am Fuß des Auersberges vorbei an Oberwildenthal und Wildenthal. Südlich von Zimmersacher nimmt die Große Bockau die von rechts kommende Kleine Bockau auf, bevor sie in etwa 480 m Höhe beim früheren Bahnhof Blauenthal in die Zwickauer Mulde mündet.

## Geschichte
Die Große Bockau diente früher für die Holzflößerei als Zubringer zur Zwickauer Mulde. Die Antriebskraft des Wassers nutzte das Hammerwerk Wildenthal u. a. über den 1555 gebauten Grüner Graben. Nördlich von Oberwildenthal wird Wasser der Großen Bockau in einen Graben (Hanggraben) abgeleitet und zur Talsperre Sosa geführt.

## Naturschutz
Nördlich von Wildenthal liegt links der Großen Bockau das Naturschutzgebiet Bockautal und östlich das Landschaftsschutzgebiet Auersberg. Das ganze Tal der Großen Bockau mit einer Fläche von 410 Hektar ist als Natura 2000-Gebiet für den Naturschutz von europäischer Bedeutung. Dieses Natura-2000-Gebiet mit der EU-Melde-Nr. 5441-304 hat die Bezeichnung „Tal der Großen Bockau“. Die Schutzwürdigkeit beschreibt das Sächsische Landesamt für Umwelt, Landwirtschaft und Geologie so: „Wertvolle Hainsimsen-Buchenmischwaldbestände sowie gut ausgeprägte artenreiche Bergmähwiesen, Vorkommen stark gefährdeter Pflanzenarten wie z. B. Arnika, Waldläusekraut und Breitblättriges Knabenkraut, Kohärenzaspekte“. Ziel der Unterschutzstellung ist die „Erhaltung eines Kerbtales mit überwiegend bewaldeten Steilhängen mit Buchenmischwald, Felsen, Auwaldresten sowie Grünlandbereichen in Hanglagen, die als artenreiche Bergmähwiesen ausgeprägt sind.“

## Weiteres
Früher wurde der Name „Große Bockau“ auch für den heute „Schwarze Pockau“ genannten Nebenfluss der Flöha verwendet.